# 卡斯柏·斯洛夫
卡斯柏·斯洛夫（丹麥語：Casper Bisgaard Sloth，1992年3月26日—），丹麥足球運動員，場上司職中場，出身家鄉球隊阿曉士，現時效力於英冠球會列斯聯。

## 生平
2014年8月25日，斯洛夫轉投英冠球會列斯聯，身價沒有透露，簽約三年。